# Вељко Драгићевић
Вељко Драгићевић (Погпећ, код Подгорице, 1911 — Дрвар, 25. мај 1944), подофицир Југословенске војске, учесник Народноослободилачке борбе, радио-телеграфиста и начелник Одељења за везу Врховног штаба НОВ и ПОЈ.

## Биографија
Рођен је 1911. године у засеоку Погпећ, код Подгорице. Потиче из племена Пипери.
Био је ваздухопловни наредник Југословенске војске. Након Априлског рата 1941. године, заједно са другим припадницима Југословенског краљевског ратног ваздухопловства нашао се у Каиру. Као радио-телеграфиста, био је прикључено првој британско-југословенској војној мисији, која је септембра 1941. године, била упућена у Југославију. На челу ове мисије био је британски капетан Бил Хадсон, а у њој су били и ваздухопловни мајори Захарије Остојић и Мирко Лалатовић.
Британском подморицом „Тријумф”, 20. септембра 1941. стигли су до јадранске обале у Перазића Долу, код Петровца. Потом су их прихватили црногорски партизани и одвели до Главног штаба НОП одреда Црне Горе. У пратњи Милована Ђиласа, Митра Бакића и Арсa Јовановића, 13. октобра су кренули из Црне Горе ка Ужицу. Око 22. октобра су стигли у ослобођено Ужицу, где се Хадсон сусрео са Врховним командантом НОП одреда Југославије Јосипом Брозом Титом, док су мајори Остојић и Лалатовић одмах продужили на Равну гору, у Штаб Драже Михаиловића.
Неколико дана касније, 25. октобра мајор Остојић се вратио у Ужице по Хадсона и Драгићевића, али је Драгићевић одбио да иде у Штаб Драже Михаиловића и одлучио да остане са партизанима. Тада је био укључен у рад прве партизанске радио-станице, којом је у почетку руководио Садек Костовски звани Чеда Македонац. Као искусном радио-телеграфисти била му је поверена дужност шефа радио-станице Врховног штаба НОПОЈ. Заједно са Вељком радили су и Павле и Бранка Савић, који су били шифранти.
Током рата Вељко је био примљен у чланство Комунистичке партије Југославије (КПЈ), а када су маја 1943. године уведени официрски чинови у НОВ и ПОЈ Вељко Драгићевић је био унапређен у чин мајора.
Погинуо је 25. маја 1944. године приликом немачког ваздушног десанта на Дрвар.
Учесник Народноослободилачког рата, од 1942. године била је и његова супруга Зора (1917—1944), родом из Ирига. Она је такође радила у Врховном штабу, као куварица Врховног команданта НОВ и ПОЈ маршала Јосипа Броза Тита. Погинула је заједно са супругом, приликом десанта на Дрвар.